# 静安寺站
静安寺站位于中华人民共和国上海市静安区静安寺地區，是上海地铁2号线、7号线和14号线的地铁换乘站，其中2号线站台位于常德路与华山路之间的南京西路地下，7号线站台位于南京西路与延安中路之间的常德路地下，14号线站台位于南京西路与延安西路之间的华山路地下。上述三线的站厅成“门”形，由换乘通道连接。

## 車站结构
2号线车站位于地下二层，7号线、14号线车站位于地下三层，均为岛式站台。列车均开左边门。
| 地面层   | 出入口             | 1-6、8-15出入口                        |  |  |
| 地下一层 | 2号线站厅          | 票务服务、自动售票机、人工服务台       |  |  |
|          | 7号线夹层          | 现作为商场使用                         |  |  |
|          | 14号线站厅         | 票务服务、自动售票机、人工服务台       |  |  |
| 地下二层 | 7号线站厅          | 票务服务、自动售票机、人工服务台       |  |  |
|          | 14号线设备层       | 14号线车站设备                         |  |  |
|          |                    | █ 2号线 往国家会展中心（江苏路）       |  |  |
|          | 岛式站台，左侧开门 |                                        |  |  |
|          |                    | █ 2号线 往浦东1号2号航站楼（南京西路） |  |  |
| 地下三层 |                    | █ 7号线 往美兰湖（昌平路）             |  |  |
|          | 岛式站台，左侧开门 |                                        |  |  |
|          |                    | █ 7号线 往花木路（常熟路）             |  |  |
|          |                    | █ 14号线 往封浜（武定路）              |  |  |
|          | 岛式站台，左侧开门 |                                        |  |  |
|          |                    | █ 14号线 往桂桥路（一大会址·黄陂南路） |  |  |

2号线车站东西向长260米，宽21.64米，埋深14.90米，东向西纵坡2%，为地下二层双柱三跨钢筋混凝土结构，总建筑面积16739平方米。本站东端头井与上海城市航站楼建筑结合设置。施工上采用逆作法，并采用竹节桩工艺减少沉降，成效较好。5号口外设置一下沉式广场，该广场采用SMW工法施工。
7号线车站基坑深度25.1米，与越洋广场同时施工，首创二次加固施工方法。
14号线车站位于华山路地下，范围跨越华山路延安路口南北。该路口各方向车流量极大，无法占道施工。为此，施工时将车站自北向南分为A、B、C三个区域，A、C区为明挖顺作，B区穿越延安路高架和延安路地下的24路各类管线，采用双层大断面顶管法施工。由于这一组合结构的薄弱点不明确，需要单独做力学模型抗震试验并在现场布设应变片验证。该项目获国际隧道与地下空间协会2022年度超越工程（英語：Beyond Engineering）奖。

### 站厅
静安寺站有3个站厅，站厅通过换乘通道相接通。2、7号线间换乘通道利用越洋广场的地下车库，而2、14号线换乘通道占用了伊美广场的后部空间，保全了5号口下沉式广场的结构和功能。不过，考虑到远期极端大客流的需求，设计方也提供了后续增建静安公园中央Y形换乘通道的方案。该方案需要从静安公园中央设置顶管井向三个站厅掘进。

### 站台
2号线、7号线和14号线车站均为地下岛式站台。

## 车站出口
静安寺站共有15个出入口，其中1-5号口连通2号线站厅，6、8-10号口连通7号线站厅，11-15号口连通14号线站厅。1号口出口附近有地下连通道连接华山路人行地道，2号口出口附近有地下连通道连接久光百货，4、10号口出口附近有地下连通道连接越洋广场，6号口出口附近有地下连通道连接静安嘉里中心，2–14换乘通道中段（5、15号口间）有连通道连接静安寺下沉广场Apple静安零售店。7号口为消防通道，平日不启用。各出入口如下所示：
| 出口编号             | 出口指示                                         | 照片           |
| 连通 2号线站厅       | 连通 2号线站厅                                   | 连通 2号线站厅 |
| -------------------- | ------------------------------------------------ | -------------- |
| 1 · 出口 · （设有）  | 华山路，北京西路，南京西路                       |                |
| 2 · 出口             | 胶州路，北京西路                                 |                |
| 3 · 出口             | 常德路，南京西路，CP静安购物中心，静安寺交通枢纽 |                |
| 4 · 出口             | 常德路，南京西路                                 |                |
| 5 · 出口             | 华山路，延安中路，南京西路（暂未开放）           |                |
| 连通 7号线站厅       |                                                  |                |
| 6 · 出口 · （设有）  | 南京西路，常德路，静安嘉里中心                   |                |
| 8 · 出口             | 延安中路，常德路                                 |                |
| 9 · 出口             | 延安中路，常德路                                 |                |
| 10 · 出口            | 南京西路，常德路                                 |                |
| 连通 14号线站厅      |                                                  |                |
| 11 · 出口 · （设有） | 延安西路                                         |                |
| 12 · 出口            | 华山路，上海国际贵都大饭店，静安昆仑大酒店       |                |
| 13 · A · 出口        | 延安西路                                         |                |
| 13 · B · 出口        | 延安西路，华山路                                 |                |
| 14 · 出口            | 南京西路，华山路                                 |                |
| 15 · 出口            | 南京西路，华山路                                 |                |
| 图例： 设有 \| 设有  |                                                  |                |

## 周边

### 建筑物
- 静安寺
- 静安公园
- 会德丰国际广场
- 静安嘉里中心
- 久光百货
- 静安区图书馆（新闸路馆）

由于静安寺地区主打商务办公，尽管车站也有地下通道前往商场，但是一段时间以来利用率不如综合性开发的中山公园站。车站附近的伊美广场随着2、14号线换乘通道占用广场部分通道而终止营业，旧城市航站楼因客流不足而停运。与上海大部分地铁车站地下通道一样，车站周边的地下行人通道网络成放射状，结构和形式不一，存在行人理解困难的问题。
上海城市航站楼已经于2022年1月启动改造，将改建为综合性建筑，改造后，2号线静安寺站3号口将移动至城市航站楼建筑内。

### 公交换乘
- 延安路中运量华山路站、常德路站：71、71区间
- 静安寺公交站：15、20、37、40、45、57、76、93、94、113、315、323、327、330、824、830、838、927
- 延安西路华山路公交站：01、48、548、311

## 历史
- 1999年9月20日静安寺站作为上海轨道交通2号线的车站启用。
- 2009年12月5日上海轨道交通7号线静安寺站启用。
- 2021年12月30日上海轨道交通14号线静安寺站启用。

- 2004年的2号线站台
- 2016年的2号线站台
- 2008年2月的7号线静安寺站工地
- 2019年8月的14号线静安寺站工地